# 圣马丁圣菲尔曼
圣马丹圣菲尔曼（法語：Saint-Martin-Saint-Firmin，法語發音：[sɛ̃ maʁtɛ̃ sɛ̃ fiʁmɛ̃]）是法国厄尔省的一个市镇，位于该省西北部，属于贝尔奈区。

## 地理
圣马丹圣菲尔曼（49°17'18"N, 0°33'38"E）面积6.37 平方千米，位于法国诺曼底大区厄尔省，该省份为法国北部内陆省份，北起滨海塞纳省，西接奧恩省和卡爾瓦多斯省，南至厄尔-卢瓦省，东临瓦兹省、瓦兹河谷省和伊夫林省。
与圣马丹圣菲尔曼接壤的市镇（或旧市镇、城区）包括：里勒河畔孔代、圣艾蒂安拉列、圣西梅翁、圣克里斯托夫-叙孔代。
圣马丹圣菲尔曼的时区为UTC+01:00、UTC+02:00（夏令时）。

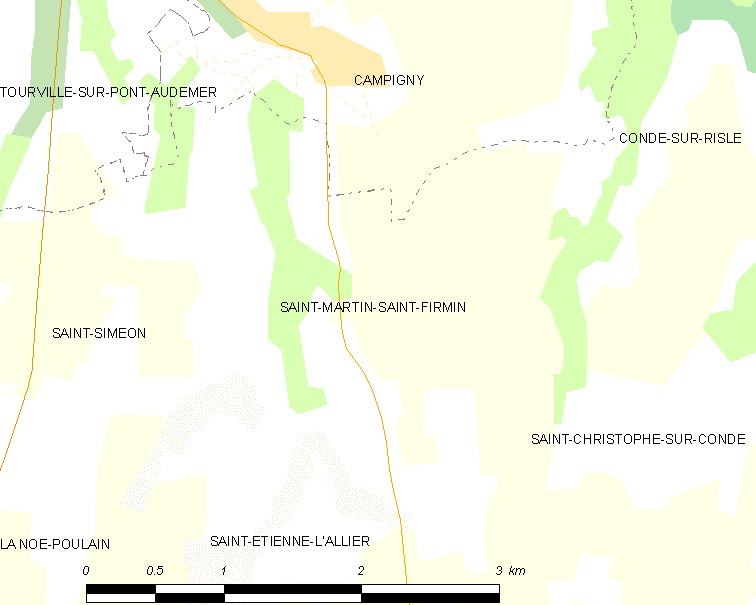
圣马丹圣菲尔曼的OSM定位图

## 行政
圣马丹圣菲尔曼的邮政编码为27450，INSEE市镇编码为27571。

## 政治
圣马丹圣菲尔曼所属的省级选区为伯兹维尔县。

## 人口

1962-2008年间圣马丹圣菲尔曼人口变化图示

圣马丹圣菲尔曼于2022年1月1日时的人口数量为336人。